# Tavrîceanka, Kahovka
Tavrîceanka (în ucraineană Тавричанка) este localitatea de reședință a comunei Tavrîceanka din raionul Kahovka, regiunea Herson, Ucraina.

## Demografie
Componența lingvistică a localității Tavrîceanka
     Ucraineană (88,03%)
     Rusă (11,49%)
     Alte limbi (0,48%)
Conform recensământului din 2001, majoritatea populației localității Tavrîceanka era vorbitoare de ucraineană (88,03%), existând în minoritate și vorbitori de rusă (11,49%).